# Eva Murková
Eva Murková (* 29. Mai 1962) ist eine ehemalige slowakische Weitspringerin und Sprinterin, die für die Tschechoslowakei startete.
1983 siegte sie bei den Halleneuropameisterschaften in Budapest im Weitsprung. Bei den Weltmeisterschaften in Helsinki wurde sie in derselben Disziplin Siebte und kam mit der tschechoslowakischen Mannschaft in der 4-mal-100-Meter-Staffel auf den achten Platz.
1984 gewann sie bei den Halleneuropameisterschaften in Göteborg Silber im Weitsprung und wurde Fünfte über 60 Meter. Bei den Halleneuropameisterschaften 1985 in Piräus folgte eine weitere Silbermedaille im Weitsprung.
Viermal wurde sie tschechoslowakische Meisterin im Weitsprung (1983, 1986) und zweimal über 100 Meter (1983, 1985–1987). In der Halle holte sie viermal den nationalen Titel im Weitsprung (1985) und einmal über 60 Meter (1983, 1985, 1987, 1988).

## Persönliche Bestleistungen
- 50 m (Halle): 6,31 s, 26. Januar 1985, Bratislava
- 60 m (Halle): 7,21 s, 9. Februar 1985, Jablonec nad Nisou
- 100 m: 11,32 s, 6. Juni 1987, Banská Bystrica
- Weitsprung: 7,01 m, 26. Mai 1984, Bratislava
  - Halle: 6,99 m, 2. März 1985, Piräus